# Maskergent
De maskergent (Sula dactylatra) is een zeevogel die behoort tot de genten (Sulidae).

## Kenmerken
Het is de grootste soort gent met een lengte van 81 tot 92 cm en een spanwijdte van gemiddeld 152 cm. De volwassen Sula dactylatra dactylatra is geheel wit, behalve op de staart en de vleugels. Het wit op de vleugel blijft beperkt tot de bovenvleugeldekveren. De vogel heeft een relatief dikke, strogeel gekleurde snavel. De snavel kan ook een olijfkleurige tint hebben en de snavelbasis is grijs. Een typisch kenmerk is het "masker", de zwart tot donker leikleurige huid rond het oog, die zich verder uitstrekt tot de kin en het voorhoofd. De poten zijn oranjegeel, soms dof oranje of olijfkleurig. Mannetje en vrouwtje verschillen nauwelijks, maar vrouwtjes zijn gemiddeld groter. De verschillende ondersoorten variëren in gemiddelde grootte en in de kleuring van de niet bevederde delen.  Sula dactylatra dactylatra  is relatief klein.

## Verspreiding en leefgebied
Deze soort komt wijdverspreid voor op tropische en subtropische eilanden en telt vier ondersoorten:
- S. d. dactylatra: de Caraïben en de zuidwestelijke Atlantische eilanden.
- S. d. melanops: de Rode Zee en de noordwestelijke Indische Oceaan.
- S. d. tasmani (tasmangent): de Tasmanzee.
- S. d. personata: de Koraalzee tot Micronesië en Polynesië, de eilanden ter hoogte van westelijk Mexico en de zuidelijke en oostelijke Indische Oceaan.

Het leefgebied van deze soort is vooral open zee, waarbij de maskergent een voorkeur heeft voor diepere wateren dan de andere Sula-soorten. Deze genten foerageren vooral op in scholen levende vissen zoals vliegende vissen en zij jagen op vissen met een gemiddelde lengte van 28 cm en een maximale lengte van 41 cm; ze vreten relatief weinig pijlinktvissen. Ze broeden op rotseilanden die zo ver mogelijk in zee liggen.

## Status
De vogel heeft een groot verspreidingsgebied en daardoor is de kans op de status  kwetsbaar (voor uitsterven) gering. De grootte van de wereldpopulatie is niet gekwantificeerd maar de aantallen gaan achteruit. Echter, het tempo ligt onder de 30% in tien jaar (minder dan 3,5% per jaar). Om deze redenen staat de maskergent als niet bedreigd op de Rode Lijst van de IUCN.

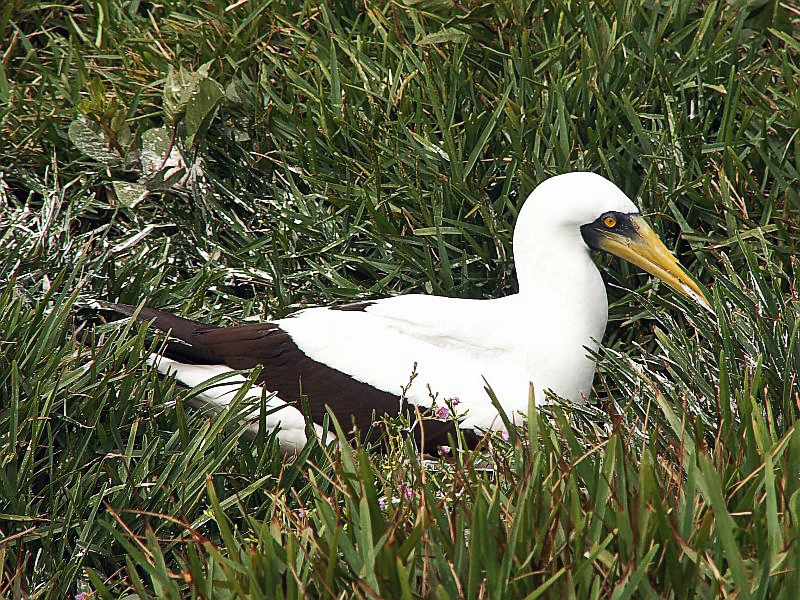
Broedende maskergent
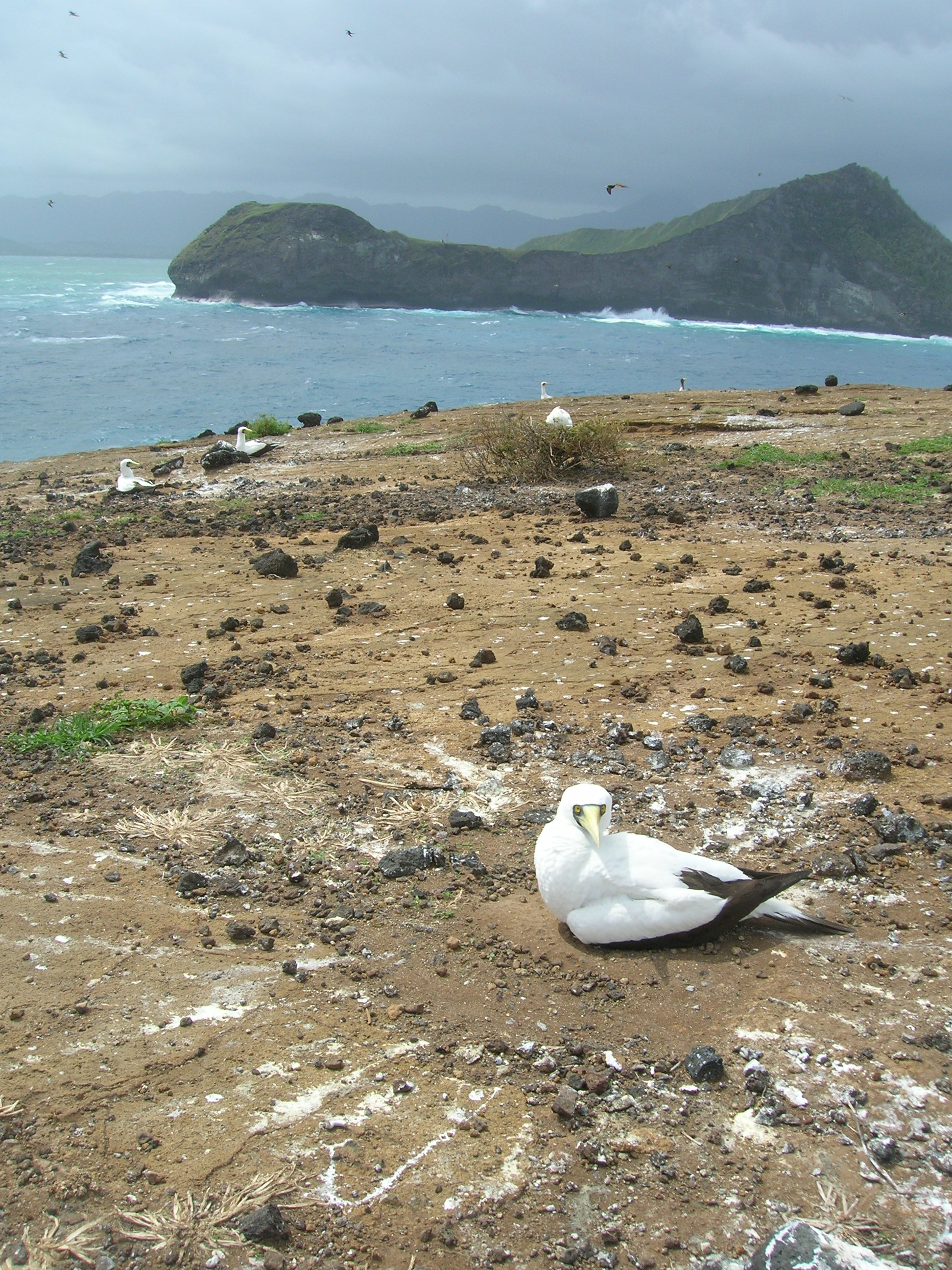
Broedkolonie op Hawaï
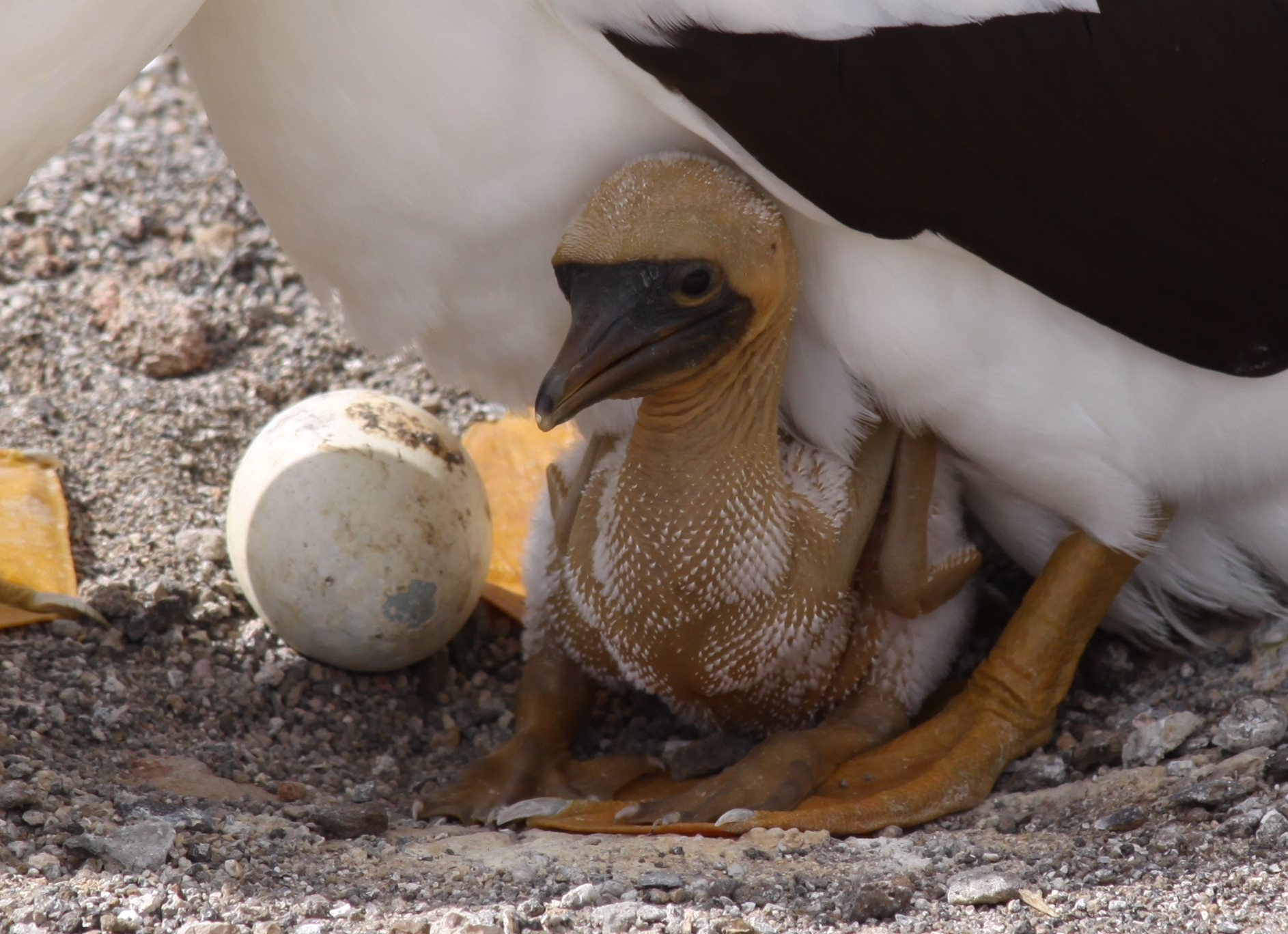
Kuiken
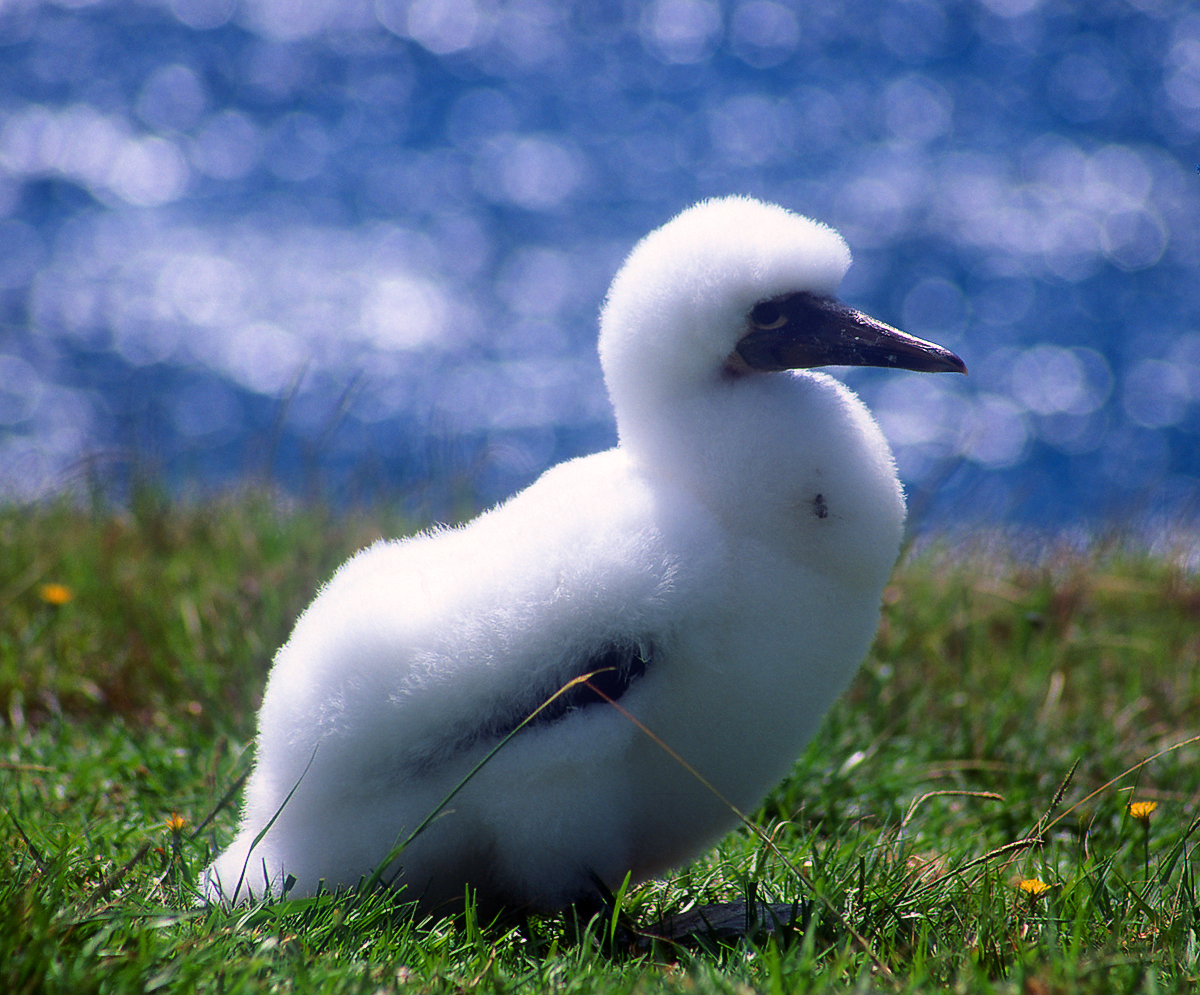
Donskuiken op Norfolkeiland